# Lijst van films (2000-2009)
Dit is een lijst van films uit de periode 2000–2009.
Voortbouwend op de ontwikkelingen in de jaren 1990 worden in de jaren 2000 computers gebruikt om effecten te creëren die in het verleden veel kostbaarder zouden zijn. Dit varieerde van het subtiele "uitvlakken" van de omliggende eilanden in Cast Away (waardoor het personage van Tom Hanks strandde zonder enig ander eiland in zicht), tot spectaculaire gevechtsscènes in bijvoorbeeld Gladiator en The Lord of the Rings: The Two Towers.
Opmerkelijk is ook de grote productie aan animatiefilms, met naast Disney de nieuwere studio's Pixar en DreamWorks Animation, en films zoals Shrek, Finding Nemo en Ice Age.

## 0-9
- 06/05 (2004)
- 10 Questions for the Dalai Lama (2006)
- The 10th Kingdom (2000)
- 13 Tzameti (2005)
- 15 Minutes (2001)
- 15.35: Spoor 1 (2002)
- 16 Blocks (2006)
- 17 Again (2009)
- 101 Ways (The things a girl will do to keep her Volvo) (2000)
- 102 Dalmatiërs (2000)
- 10,000 BC (2008)
- 2 Fast 2 Furious (2003)
- 21 (2008)
- 21 Grams (2003)
- 24: Redemption (2008)
- 25th Hour (2002)
- 27 Dresses (2008)
- 28 Days (2000)
- 28 Days Later (2002)
- 28 Weeks Later (2007)
- 2046 (2004)
- 2012 (2009)
- 30 Days of Night (2007)
- 300 (2006)
- 3000 Miles to Graceland (2001)
- 4 luni, 3 săptămâni și 2 zile (2007)
- 40 Days and 40 Nights (2002)
- The 40 Year Old Virgin (2005)
- 44 Minutes: The North Hollywood Shoot-Out (2003)
- 50 First Dates (2004)
- The 51st State (2001)
- (500) Days of Summer (2009)
- The 6th Day (2000)
- 7eventy5ive (2007)
- 8 femmes (2002)
- 8 Mile (2002)
- 800 balas (2002)
- 9/11 (2002)

## A
- A.I.: Artificial Intelligence (2001)
- About a Boy (2002)
- About Schmidt (2002)
- Los abrazos rotos (2009)
- According to Greta (2009)
- Across the Universe (2007)
- Adams æbler (2005)
- Adaptation. (2002)
- Administrators (2006)
- The Adventures of Rocky & Bullwinkle (2000)
- The Adventures of Sharkboy and Lavagirl (2005)
- Æon Flux (2005)
- Afblijven (2006)
- Afterman 2 (2005)
- After the Sunset (2004)
- Agata e la tempesta (2004)
- Agent Cody Banks (2003)
- Agent Cody Banks 2: Destination London (2004)
- Air Buddies (2006)
- The Air I Breathe (2007)
- The Alamo (2004)
- Alex & Emma (2003)
- Alexander (2004)
- Alfie (2004)
- Ali (2001)
- Ali G Indahouse (2002)
- Alibi (2008)
- Alien vs. Predator (2004)
- Aliens vs. Predator: Requiem (2007)
- All About Steve (2009)
- All About the Benjamins (2002)
- Allerzielen (2005)
- Alles is Liefde (2007)
- Almost Famous (2000)
- Aloha, Scooby-Doo! (2005)
- Alone in the Dark (2005)
- Along Came a Spider (2001)
- Along Came Polly (2004)
- Alpha Dog (2006)
- Alvin and the Chipmunks (2007)
- Alvin and the Chipmunks: The Squeakquel (2009)
- Amazones (2004)
- Amélie (2001)
- Amen. (2002)
- America's Sweethearts (2001)
- An American Crime (2007)
- American Dreamz (2006)
- American Gangster (2007)
- American Girl (2002)
- American Outlaws (2001)
- American Pie 2 (2001)
- American Pie 3: The Wedding (2003)
- American Pie Presents: Band Camp (2005)
- American Pie Presents: The Naked Mile (2006)
- American Psycho (2000)
- The Amityville Horror (2005)
- AmnesiA (2001)
- Amores perros (2000)
- Analyze That (2002)
- Anamorph (2007)
- Anchorman: The Legend of Ron Burgundy (2004)
- Een ander zijn geluk (2005)
- Angel Eyes (2001)
- Ángeles S.A. (2007)
- Angels & Demons (2009)
- Angelus (2001)
- Anger Management (2003)
- Angry Monk (2005)
- The Animal (2001)
- Anna (2007)
- Anne Frank: The Whole Story (2001)
- Another Gay Movie (2006)
- The Ant Bully (2006)
- Antitrust (2001)
- Antwone Fisher (2002)
- Anubis en de wraak van Arghus (2009)
- Anubis en het pad der 7 zonden (2008)
- Any Way the Wind Blows (2003)
- Apocalypse IV: Judgment (2001)
- Apocalypto (2006)
- Appaloosa (2008)
- April Fool's Day (2008)
- Aquamarine (2006)
- The Argentine (2008)
- De arm van Jezus (2003)
- Around the Bend (2004)
- The Art of War (2000)
- Ask the Dust (2006)
- Assassination of a High School President (2008)
- The Assassination of Jesse James by the Coward Robert Ford (2007)
- Assault on Precinct 13 (2005)
- Asterix & Obelix: Missie Cleopatra (2002)
- Asterix en de Vikingen (2006)
- Atlantis: De verzonken stad (2001)
- Atlantis: Milo's Avontuur (2003)
- Atonement (2007)
- Attack Force (2006)
- L'Auberge espagnole (2002)
- Austin Powers in Goldmember (2002)
- Australia (2008)
- Autumn in New York (2000)
- Avalon (2001)
- Avatar (2009)
- The Aviator (2004)
- De avondboot (2007)
- Awake (2007)
- Away We Go (2009)
- Azumi (2003)
- Azumi 2: Death or Love (2005)

## B
- Der Baader Meinhof Komplex (2008)
- Babel (2006)
- Babs (2000)
- Baby Blue (2001)
- Baby Boy (2001)
- Baby Mama (2008)
- Bachelor Party 2 (2008)
- Bad Boys II (2003)
- Bad Company (2002)
- Bad News Bears (2005)
- Bad Santa (2003)
- Bah, Humduck! A Looney Tunes Christmas (2006)
- I banchieri di Dio (2002)
- Bandidas (2006)
- Bandits (2001)
- The Banger Sisters (2002)
- The Bank Job (2008)
- The Bankers of God (2002)
- Banlieue 13 (2004)
- Barbershop (2002)
- Barnyard (2006)
- Basic (2003)
- Basic Instinct 2 (2006)
- Batman Begins (2005)
- Batman Beyond: Return of the Joker (2000)
- Batman: Mystery of the Batwoman (2003)
- The Batman vs. Dracula (2005)
- Battle in Heaven (2005)
- Battle in Seattle (2007)
- Battle Royale (2000)
- Battle Royale (2008)
- Battlefield Earth (2000)
- Be Cool (2005)
- Be Kind Rewind (2008)
- The Beach (2000)
- Beaufort (2007)
- A Beautiful Mind (2001)
- The Beautiful Ordinary (2007)
- Because I Said So (2007)
- Because of Winn-Dixie (2005)
- Bedazzled (2000)
- Bedtime Stories (2008)
- Bee Movie (2007)
- Beerfest (2006)
- Beesten bij de buren (2006)
- Before Night Falls (2000)
- Before Sunset (2004)
- Before the Devil Knows You're Dead (2007)
- Behind Enemy Lines (2001)
- Bella Bettien (2002)
- Belly of the Beast (2003)
- Ben 10: Race Against Time (2007)
- Ben 10: Secret of the Omnitrix (2007)
- Ben X (2007)
- The Benchwarmers (2006)
- Bend It Like Beckham (2002)
- Ben Hur (2003)
- Beowulf & Grendel (2005)
- Beowulf (2007)
- Beperkt houdbaar (2007)
- Best in Show (2000)
- La bestia nel cuore (2005)
- Betrayal (2003)
- Beverly Hills Chihuahua (2008)
- Bewitched (2005)
- Beyond Borders (2003)
- Bezet (2004)
- Big Fat Liar (2002)
- Big Fish (2003)
- Big Momma's House (2000)
- Big Momma's House 2 (2006)
- Bij ons in de Jordaan (2000)
- Billy Elliot (2000)
- Bionicle: Mask of Light (2003)
- Birth (2004)
- Black Christmas (2006)
- The Black Dahlia (2006)
- Black Dawn (2005)
- Black Hawk Down (2001)
- Black Knight (2001)
- Black Mask 2: City of Masks (2002)
- Black Sheep (2006)
- Black Snake Moan (2006)
- Black Water (2007)
- Blackbeard (2006)
- Blade II (2002)
- Blade: Trinity (2004)
- Blades of Glory (2007)
- Bless the Child (2000)
- Blind (2007)
- The Blind Side (2009)
- Blindsight (2006)
- Blonde and Blonder (2007)
- Blood Diamond (2006)
- Blood: The Last Vampire (2000)
- BloodRayne (2005)
- Blood Work (2002)
- Bloody Mallory (2002)
- Bloody Sunday (2002)
- Blow (2001)
- Blue Crush (2002)
- The Blue Hour (2007)
- Bluebird (2004)
- Boat Trip (2002)
- Boat Trip 3D (2008)
- Bobby (2006)
- Body of Lies (2008)
- Boiler Room (2000)
- Bolletjes Blues (2006)
- Bolt (2008)
- Bombón: El Perro (2004)
- Boogeyman (2005)
- Book of Shadows: Blair Witch 2 (2000)
- Borat: Cultural Learnings of America for Make Benefit Glorious Nation of Kazakhstan (2006)
- Born Rich (2003)
- Bounce (2000)
- The Boat That Rocked (2009)
- The Bourne Identity (2002)
- The Bourne Supremacy (2004)
- The Bourne Ultimatum (2007)
- Bowling for Columbine (2002)
- Boy Called Twist (2004)
- Boy Ecury (2003)
- The Boy in the Striped Pyjamas (2008)
- Boys and Girls (2000)
- Bratz (2007)
- The Brave One (2007)
- Bread and Roses (2000)
- The Break-Up (2006)
- Bride & Prejudice (2004)
- Bride Wars (2009)
- The Bridge of San Luis Rey (2004)
- Bridge to Terabithia (2007)
- Bridget Jones's Diary (2001)
- Bridget Jones: The Edge of Reason (2004)
- Bright Star (2009)
- Brilliant (2009)
- Bring It On (2000)
- Bring It On: All or Nothing (2006)
- Bring It On: In It to Win It (2007)
- Bringing Down the House (2003)
- Brokeback Mountain (2005)
- Broken Flowers (2005)
- Brooklyn's Finest (2009)
- Brother Bear (2003)
- Brother Bear 2 (2006)
- The Brothers (2001)
- The Brothers Grimm (2005)
- Brown Sugar (2002)
- Bruce Almighty (2003)
- Brüno (2009)
- Bubble (2005)
- The Bubble (2006)
- Buitenspel (2005)
- Bulletproof Monk (2003)
- Bully (2001)
- The Bunker (2001)
- Burn After Reading (2008)
- The Butterfly Effect (2004)
- The Butterfly Effect 2 (2006)
- Buying the Cow (2002)

## C
- Cabin Fever (2002)
- Cadet Kelly (2002)
- Il caimano (2006)
- Calendar Girls (2003)
- Camera ascunsă (2004)
- Camp Rock (2008)
- Capote (2005)
- Captain Corelli's Mandolin (2001)
- Cars (2006)
- Casanova (2005)
- Casino Royale (2006)
- Cast Away (2000)
- The Cat in the Hat (2003)
- The Cat Returns (2002)
- Catch a Fire (2006)
- Catch and Release (2006)
- Catch Me If You Can (2002)
- The Cathedral (2002)
- Cats & Dogs (2001)
- Catwoman (2004)
- Ce qu'il reste de nous (2004)
- Celda 211 (2009)
- The Celestine Prophecy (2006)
- The Cell (2000)
- I cento passi (2000)
- Changeling (2008)
- Changing Lanes (2002)
- Chaos (2005)
- Chaos (2005)
- Chapter 27 (2007)
- Charlie and the Chocolate Factory (2005)
- Charlie Bartlett (2007)
- Charlie Wilson's War (2007)
- Charlie's Angels (2000)
- Charlie's Angels: Full Throttle (2003)
- Charlotte Gray (2001)
- Charlotte's Web (2006)
- Chasing Liberty (2004)
- Che - The Argentine (2008)
- Che - Guerrilla (2008)
- Cheaper by the Dozen (2003)
- Cheaper by the Dozen 2 (2005)
- The Cheetah Girls (2003)
- The Cheetah Girls 2 (2006)
- Cherished (2005)
- Chestnut: Hero of Central Park (2004)
- Les Chevaliers du ciel (2005)
- Chicago (2002)
- Chicken Little (2005)
- Chicken Run (2000)
- Children of Men (2006)
- Chill Out, Scooby-Doo! (2007)
- Chocolat (2000)
- Chopper (2000)
- Les Choristes (2004)
- A Christmas Carol (2009)
- Christmas in Paris (2008)
- The Chronicles of Narnia: The Lion, the Witch and the Wardrobe (2005)
- The Chronicles of Narnia: Prince Caspian (2008)
- The Chronicles of Riddick (2004)
- Cidade Baixa (2005)
- Cidade de Deus (2002)
- Cinderella Man (2005)
- A Cinderella Story (2004)
- City of Ember (2008)
- The Clearing (2004)
- Click (2006)
- Cloaca (2003)
- Clockstoppers (2002)
- Closer (2004)
- Closing the Ring (2007)
- Cloudy with a Chance of Meatballs (2009)
- Cloverfield (2008)
- Coach Carter (2005)
- Coco avant Chanel (2009)
- Code 46 (2003)
- Cold Mountain (2003)
- Collateral (2004)
- Collateral Damage (2002)
- College Road Trip (2008)
- Complexx (2007)
- Confessions of a Dangerous Mind (2002)
- Confessions of a Shopaholic (2009)
- Confessions of a Teenage Drama Queen (2004)
- Congorama (2006)
- Connie and Carla (2004)
- The Constant Gardener (2005)
- Constantine (2005)
- The Contender (2000)
- Control (2007)
- Cool! (2004)
- The Cooler (2004)
- Copying Beethoven (2006)
- Coraline en de geheime deur (2009)
- Cordero de Dios (2008)
- The Core (2003)
- Corky Romano (2001)
- Corpse Bride (2005)
- Costa! (2001)
- The Count of Monte Cristo (2002)
- Couples Retreat (2009)
- The Cove (2009)
- Cow Belles (2006)
- Coyote Ugly (2000)
- Cradle 2 the Grave (2003)
- Crank (2006)
- Crank: High Voltage (2009)
- Crash (2004)
- Crazy/Beautiful (2001)
- Crazy Heart (2009)
- Creep (2004)
- The Crew (2000)
- El crimen del padre Amaro (2002)
- Crocodile Dundee in Los Angeles (2001)
- The Crocodile Hunter: Collision Course (2002)
- Crossroads (2002)
- Crouching Tiger, Hidden Dragon (2000)
- Cry of the Snow Lion (2002)
- Cube 2: Hypercube (2002)
- Curious George (2006)
- Curse of the Golden Flower (2006)
- The Curse of the Were-Rabbit (2005)
- The Curious Case of Benjamin Button (2008)
- Cursed (2005)

## D
- D.E.B.S. (2004)
- The Da Vinci Code (2006)
- Daddy Day Care (2003)
- The Dalai Lama: 50 Years After the Fall (2009)
- Dalai Lama Renaissance (2007)
- Dali & I: The Surreal Story (2008)
- Damage Control (2008)
- Dame la Mano (2004)
- The Damned United (2009)
- Dan in Real Life (2007)
- Dance Flick (2009)
- Dancer in the Dark (2000)
- The Dangerous Lives of Altar Boys (2002)
- Darbareye Elly (2009)
- Daredevil (2003)
- Dark Floors (2008)
- The Dark Knight (2008)
- Dark Water (2005)
- Darkness Falls (2003)
- Date Movie (2006)
- A Date with Darkness: The Trial and Capture of Andrew Luster (2003)
- Dawn of the Dead (2004)
- Day 73 with Sarah (2007)
- The Day After Tomorrow (2004)
- The Day the Earth Stood Still (2008)
- De-Lovely (2004)
- Dear Wendy (2005)
- Death Race (2008)
- Death Sentence (2007)
- Debating Robert Lee (2004)
- December Boys (2007)
- Defiance (2008)
- Definitely, Maybe (2008)
- Deining (2004)
- Déjà Vu (2006)
- Delamu (2004)
- Dennis P. (2007)
- The Departed (2006)
- Departures (2008)
- Derailed (2002)
- Derailed (2005)
- The Descent (2005)
- Detention (2003)
- Deuce Bigalow 2: European Gigolo (2005)
- The Devil Wears Prada (2006)
- Diarios de motocicleta (2004)
- Dickie Roberts: Former Child Star (2003)
- Did You Hear About the Morgans? (2009)
- Die Another Day (2002)
- Die Hard 4: Live Free or Die Hard (2007)
- Diep (2005)
- Dinosaur (2000)
- Dinotopia: Quest for the Ruby Sunstone (2005)
- Dirty Dancing: Havana Nights (2004)
- Dirty Tricks: A Comedy About Campaigns (2008)
- The Discovery of Heaven (2001)
- District 9 (2009)
- Disturbia (2007)
- Divine Secrets of the Ya-Ya Sisterhood (2002)
- Il divo (2008)
- DOA: Dead or Alive (2006)
- Doctor Strange: The Sorcerer Supreme (2007)
- DodgeBall: A True Underdog Story (2004)
- Dogville (2003)
- Domestic Disturbance (2001)
- Domino (2005)
- De dominee (2004)
- Don (2006)
- Donnie Darko (2001)
- Don't Fade Away (2009)
- Don't Say a Word (2001)
- Doodeind (2006)
- Doom (2005)
- Double Take (2001)
- Doubt (2008)
- Down (2001)
- Down to Earth (2001)
- Down to You (2000)
- Down with Love (2003)
- Dr. Dolittle 2 (2001)
- Dracula 2000 (2000)
- Drag Me to Hell (2009)
- Dragonfly (2002)
- Dragonhead (2003)
- Drama/Mex (2006)
- Drawing Restraint 9 (2005)
- Dreamcatcher (2003)
- The Dreamers (2003)
- Dreamgirls (2006)
- Dreaming Lhasa (2005)
- Dresden (2006)
- Drift (2001)
- Drijfzand (2004)
- Drillbit Taylor (2008)
- Driven (2001)
- Drumline (2002)
- The Duchess (2008)
- Dude, Where's My Car? (2000)
- De duistere diamant (2004)
- The Dukes of Hazzard (2005)
- Dumb and Dumberer: When Harry Met Lloyd (2003)
- Dungeons & Dragons (2000)
- Dunya en Desie (2008)
- Duplex (2003)
- Duplicity (2009)
- Duska (2007)
- Dutch Approach (2000)

## E
- Eagle Eye (2008)
- Earth (2007)
- Eastern Promises (2007)
- Eden (2001)
- The Edge of Love (2008)
- Edges of the Lord (2001)
- Edison (2005)
- An Education (2009)
- The Edukators (2004)
- Efter brylluppet (2006)
- Eigenheimers (2007)
- Eight Below (2006)
- Eight Legged Freaks (2002)
- Eilandgasten (2006)
- Elektra (2005)
- Elephant (2003)
- Elephants Dream (2006)
- Elf (2003)
- Elizabeth: The Golden Age (2007)
- Elizabethtown (2005)
- Ella Enchanted (2004)
- Ellis in Glamourland (2004)
- Elvis (2005)
- The Emperor's New Groove (2000)
- Empire Falls (2005)
- Employee of the Month (2006)
- Empties (2007)
- Enchanted (2007)
- Enduring Love (2004)
- Enemy at the Gates (2001)
- L'Enfant (2005)
- Enough (2002)
- Enter the Void (2009)
- Entre les murs (2008)
- Epic Movie (2007)
- Equilbrium (2002)
- Eragon (2006)
- Erik of het klein insectenboek (2004)
- Erin Brockovich (2000)
- Ernst, Bobbie en de geslepen Onix (2007)
- Escort (2006)
- Eternal Sunshine of the Spotless Mind (2004)
- Être et avoir (2002)
- EuroTrip (2004)
- Evan Almighty (2007)
- Evelyn (2002)
- Evening (2007)
- Evolution (2001)
- Ex Drummer (2007)
- Exit Wounds (2001)
- The Exorcism of Emily Rose (2005)
- Exorcist: The Beginning (2004)
- Das Experiment (2001)
- Extreme Movie (2008)
- The Eye (2008)

## F
- Le Fabuleux Destin d'Amélie Poulain (2001)
- Fahrenheit 9/11 (2004)
- Failure to Launch (2006)
- Die Fälscher (2008)
- The Family Man (2000)
- The Family Stone (2005)
- Fanfan la Tulipe (2003)
- Fantastic Four (2005)
- Fantastic Four 2: Rise of the Silver Surfer (2007)
- Fantastic Mr. Fox (2009)
- Far from Heaven (2002)
- Farce of the Penguins (2006)
- Fast & Furious (2009)
- The Fast and the Furious (2001)
- The Fast and the Furious: Tokyo Drift (2006)
- Fat Albert (2004)
- Le fate ignoranti (2001)
- Father and Daughter (2000)
- FeardotCom (2002)
- Feestje! (2004)
- Felicity: An American Girl Adventure (2005)
- Femme Fatale (2002)
- La Femme Musketeer (2004)
- Fetfood (2009)
- Fighting Fish (2004)
- The Fighting Temptations (2003)
- The Final Cut (2004)
- Final Destination (2000)
- The Final Destination (2009)
- Final Destination 2 (2003)
- Final Destination 3 (2006)
- Final Fantasy: The Spirits Within (2001)
- Final Fantasy VII: Advent Children (2005)
- Find Me Guilty (2006)
- Finding Forrester (2000)
- Finding Nemo (2003)
- Finding Neverland (2004)
- La finestra di fronte (2003)
- Fireflies in the Garden (2008)
- Firehouse Dog (2007)
- Fireproof (2008)
- Firmin (2007)
- Fish Tank (2009)
- The Flemish Vampire (2007)
- Flicka (2006)
- Flickan som lekte med elden (2009)
- Flight of the Phoenix (2004)
- Flightplan (2005)
- The Flintstones in Viva Rock Vegas (2000)
- Flirt (2005)
- The Flock (2007)
- Floris (2004)
- Flushed Away (2006)
- The Flying Dutchman (2001)
- Flying Virus (2001)
- Fool's Gold (2008)
- The Forbidden Kingdom (2008)
- The Foreigner (2003)
- Forever (2006)
- Forgetting Sarah Marshall (2008)
- The Forgotten (2004)
- The Fountain (2006)
- Four Brothers (2005)
- Four Christmases (2008)
- The Four Feathers (2002)
- The Four Saints (2005)
- Fracture (2007)
- Fragile (2005)
- Frailty (2002)
- Frankie Machine (2008)
- Freaky Friday (2003)
- Freddy Got Fingered (2001)
- Freddy vs. Jason (2003)
- Frequency (2000)
- Frida (2002)
- Friday After Next (2002)
- The Friday Night Knitting Club (2008)
- Friday the 13th (2009)
- From Hell (2001)
- From Justin to Kelly (2003)
- From Within (2008)
- Frost/Nixon (2008)
- Frozen River (2008)
- De Fûke (2000)
- Full Frontal (2002)
- Full-Court Miracle (2003)
- Fun with Dick and Jane (2005)
- Funny Money (2006)
- Funny People (2009)
- Fuse (2003)
- Futurama: Bender's Big Score (2007)
- Futurama: Bender's Game (2008)
- Futurama: The Beast with a Billion Backs (2008)
- Futurama: Into the Wild Green Yonder (2008)

## G
- G-Force (2009)
- G.I. Joe: The Rise of Cobra (2009)
- Ganglamedo (2006)
- Gangs of New York (2002)
- Garden Party (2008)
- Garden State (2004)
- Garfield (2004)
- Garfield: A Tail of Two Kitties (2006)
- Garfield Gets Real (2007)
- Gay (2004)
- Gebroken Rood (2005)
- Gegen die Wand (2004)
- Georgia Rule (2007)
- Get a Clue (2002)
- Get Low (2009)
- Get Rich or Die Tryin' (2005)
- Get Smart (2008)
- Ghost in the Shell 2: Innocence (2004)
- Ghost Rider (2007)
- Ghost Ship (2002)
- Ghost Town (2008)
- Ghost World (2001)
- Ghosts of Girlfriends Past (2009)
- The Gift (2000)
- Gigli (2003)
- The Gingerdead Man (2005)
- The Girl Next Door (2004)
- Girl with a Pearl Earring (2003)
- Girl, Positive (2007)
- Girlfight (2000)
- Gladiator (2000)
- Go (2001)
- Go Figure (2005)
- Goal! (2005)
- God Wears My Underwear (2005)
- Godsend (2004)
- Godzilla: Final Wars (2004)
- Going to the Mat (2004)
- The Golden Compass (2007)
- Goldene Zeiten (2006)
- Gomorra (2008)
- Gone in 60 Seconds (2000)
- Good Boy (2003)
- Good Bye, Lenin! (2003)
- Good Bye Solo (2009)
- The Good German (2006)
- The Good Girl (2002)
- The Good Girl (2004)
- Good Night, and Good Luck (2005)
- The Good Shepherd (2006)
- Gosford Park (2001)
- Gossip (2000)
- Gothika (2003)
- Goud (2007)
- Le Goût des autres (2000)
- Gracie (2007)
- Gran Torino (2008)
- Grand Champion (2002)
- Grbavica (2006)
- The Great Debaters (2007)
- Grey Gardens (2009)
- De Griezelbus (2005)
- Grimm (2003)
- The Grinch (2000)
- Grindhouse (2007)
- De grønne slagtere (2003
- Die große Stille (2005)
- De grot (2001)
- The Grudge (2004)
- The Grudge 2 (2006)
- The Guardian (2006)
- Guernsey (2005)
- Guerrilla (2008)
- A Guide to Recognizing Your Saints (2006)
- Gun Shy (2000)
- The Guru (2002)

## H
- H.G. Wells' The War of the Worlds (2005)
- H.G. Wells' War of the Worlds (2005)
- Hable con ella (2002)
- Hachi: A Dog's Tale (2009)
- Hagetaka: Road to Rebirth (2007)
- Hairspray (2007)
- Half Light (2006)
- Half Nelson (2006)
- Half Past Dead (2002)
- Halloween (2007)
- Halloween II (2009)
- Halloween: Resurrection (2002)
- Halloweentown II: Kalabar's Revenge (2001)
- Halloweentown High (2004)
- Hancock (2008)
- Hanging Up (2000)
- The Hangover (2009)
- Hannah Montana: The Movie (2009)
- HannaHannah (2007)
- Hannibal (2001)
- Hannibal Rising (2007)
- The Happening (2008)
- Happily N'Ever After (2007)
- Happy Endings (2005)
- Happy Feet (2006)
- Happy-Go-Lucky (2008)
- Hard Candy (2005)
- Hardball (2001)
- Harold & Kumar Escape from Guantanamo Bay (2008)
- Harold & Kumar Go to White Castle (2004)
- Harry Brown (2009)
- Harry Potter en de Steen der Wijzen (2001)
- Harry Potter en de Geheime Kamer (2002)
- Harry Potter en de Gevangene van Azkaban (2004)
- Harry Potter en de Vuurbeker (2005)
- Harry Potter en de Orde van de Feniks (2007)
- Harry Potter en de Halfbloed Prins (2008)
- The Haunted Mansion (2003)
- The Haunting Hour: Don't Think About It (2007)
- The Haunting in Connecticut (2009)
- Have Dreams, Will Travel (2007)
- Havoc (2005)
- Head of State (2003)
- The Heart of the World (2000)
- Heartbreakers (2001)
- Hearts in Atlantis (2001)
- Heist (2001)
- De Hel van '63 (2009)
- De Hel van Tanger (2006)
- De helaasheid der dingen (2009)
- HellBent (2004)
- Hellboy (2004)
- Hellboy II: The Golden Army (2008)
- Her Best Move (2007)
- Herbie: Fully Loaded (2005)
- Hero (2002)
- He's Just Not That Into You (2009)
- Hey Arnold! The Movie (2002)
- Hidalgo (2004)
- Hide and Seek (2005)
- High Crimes (2002)
- High Fidelity (2000)
- High School Musical (2006)
- High School Musical 2 (2007)
- High School Musical 3: Senior Year (2008)
- The Hills Have Eyes (2006)
- The Hills Have Eyes 2 (2007)
- A History of Violence (2005)
- Hitch (2005)
- The Hitcher (2007)
- The Hitchhiker's Guide to the Galaxy (2005)
- Hitman (2007)
- Hoe overleef ik mezelf? (2008)
- The Hole (2001)
- The Hole (2009)
- Holes (2003)
- The Holiday (2006)
- Holiday Switch (2007)
- The Hollow (2004)
- Hollow Man (2000)
- Hollywood Homicide (2003)
- Home Alone 4: Taking Back the House (2002)
- Home of the Giants (2007)
- Home on the Range (2004)
- Home Room (2002)
- L'homme du train (2002)
- Honey (2003)
- The Honeymooners (2005)
- Honeyz (2007)
- Hoot (2006)
- Horizonica (2006)
- Horton Hears a Who! (2008)
- The Host (2006)
- Hostage (2005)
- Hostel (2005)
- Hostel: Part II (2007)
- The Hot Chick (2002)
- Hot Fuzz (2007)
- Hotel for Dogs (2009)
- Hotel op stelten (2008)
- Hotel Rwanda (2004)
- Hounddog (2007)
- The Hours (2002)
- The House Bunny (2008)
- House of Sand and Fog (2003)
- House of Wax (2005)
- How High (2001)
- How the Grinch Stole Christmas (2000)
- How to Lose a Guy in 10 Days (2003)
- How to Lose Friends & Alienate People (2008)
- Howl's Moving Castle (2004)
- Hulk (2003)
- Hunger (2008)
- Hunger (2009)
- The Hunt for Eagle One (2006)
- The Hunted (2003)
- The Hurt Locker (2008)
- Hustle & Flow (2005)

## I
- I Am Legend (2007)
- I Am Sam (2001)
- I Could Never Be Your Woman (2007)
- I Know Who Killed Me (2007)
- I Love Dries (2008)
- I Love You Phillip Morris (2009)
- I Love You, Man (2009)
- I Now Pronounce You Chuck and Larry (2007)
- I Spy (2002)
- I, Robot (2004)
- Ice Age (2002)
- Ice Age 2: The Meltdown (2006)
- Ice Age 3: Dawn of the Dinosaurs (2009)
- Ice Princess (2005)
- Identity (2003)
- Idiocracy (2006)
- Iedereen beroemd! (2000)
- If Only (2004)
- If These Walls Could Talk 2 (2000)
- Ik omhels je met 1000 armen (2006)
- Il più bel giorno della mia vita (2002)
- Il y a longtemps que je t'aime (2008)
- Îles flottantes (2001)
- I'll Always Know What You Did Last Summer (2006)
- The Illusionist (2006)
- I'm Not There (2007)
- I'm Through with White Girls (2007)
- The Imaginarium of Doctor Parnassus (2009)
- Imaginary Heroes (2004)
- In America (2002)
- In Bruges (2008)
- In Good Company (2004)
- In Her Shoes (2005)
- In Oranje (2004)
- In the Bedroom (2001)
- In the Beginning (2000)
- In the Land of Women (2007)
- In the Mood for Love (2000)
- In the Shadow of the Cobra (2004)
- In the Valley of Elah (2007)
- An Inconvenient Truth (2006)
- The Incredible Hulk (2008)
- The Incredibles (2004)
- De Indiaan (2009)
- Indiana Jones and the Kingdom of the Crystal Skull (2008)
- Indigo (2003)
- De Indringer (2005)
- Infamous (2006)
- Infernal Affairs (2002)
- The Informant! (2009)
- Inglourious Basterds (2009)
- The Initiation of Sarah (2006)
- Inland Empire (2006)
- Inside Man (2006)
- Insomnia (2002)
- The Interpreter (2005)
- Interstella 5555: The 5tory of the 5ecret 5tar 5ystem (2003)
- Interview (2003)
- Interview (2007)
- Into the Arms of Strangers: Stories of the Kindertransport (2000)
- Into the Sun (2005)
- Intolerable Cruelty (2003)
- The Invasion (2007)
- Les Invasions barbares (2003)
- The Invention of Lying (2009)
- Invictus (2009)
- The Invincible Iron Man (2007)
- Iris (2001)
- Iron Man (2008)
- The Island (2005)
- It's a Boy Girl Thing (2006)
- It's Complicated (2009)
- The Italian Job (2003)

## J
- Ja zuster, nee zuster (2002)
- Jackass: The Movie (2002)
- Jackass Number Two (2006)
- The Jacket (2005)
- Jalla! Jalla! (2000)
- Jane Eyre (2006)
- Jarhead (2005)
- Jay and Silent Bob Strike Back (2001)
- Jeepers Creepers (2001)
- Jeepers Creepers 2 (2003)
- Jersey Girl (2004)
- Jimmy Neutron: Wonderkind (2001)
- Jimmy Neutron: You Bet Your Life Form (2004)
- Joe Dirt (2001)
- Joe Somebody (2001)
- Johan (2005)
- John Q (2002)
- John Rambo (2008)
- John Tucker Must Die (2006)
- Johnny English (2003)
- Jonah: A VeggieTales Movie (2002)
- The Joneses (2009)
- Journey to the Center of the Earth (2008)
- Joyeux Noël (2005)
- Joy Ride (2001)
- Joyride (2005)
- Julie en Herman (2003)
- Julie & Julia (2009)
- Jump In! (2007)
- Jumper (2008)
- Jumping Ship (2001)
- Jungle Boek 2 (2003)
- Jungle Juice (2001)
- Juno (2007)
- Ju-on (deel 1 tot en met 5 vanaf 1998)
- Jurassic Park III (2001)
- Just Friends (2005)
- Just Like Heaven (2005)
- Just Married (2003)
- Just My Luck (2006)
- Just Visiting (2001)

## K
- K-19: The Widowmaker (2002)
- K-PAX (2001)
- K3 en het magische medaillon (2004)
- K3 en het ijsprinsesje (2006)
- K3 en de kattenprins (2007)
- Kagen no Tsuki (2004)
- Kameleon 2 (2005)
- Kamen gakuen (2000)
- Kandahar (2001)
- Kangaroo Jack (2003)
- Kapitein Rob en het geheim van professor Lupardi (2007)
- Karma (2006)
- Kate & Leopold (2001)
- Katyń (2007)
- Keeping the Faith (2000)
- Kees de jongen (2003)
- Keinohrhasen (2007)
- Keizer Kuzco (2000)
- Ken Park (2002)
- Kermit's Swamp Years (2002)
- Kevin of the North (2001)
- Kekexili: Mountain Patrol (2004)
- Kicking & Screaming (2005)
- Kicks (2007)
- The Kid (2000)
- Kidz In Da Hood (2006)
- Kill Bill Vol. 1 (2003)
- Kill Bill Vol. 2 (2004)
- Killing Me Softly (2002)
- Kilkenny Cross (2006)
- Kim Possible: So the Drama (2005)
- King Arthur (2004)
- King Kong (2005)
- King of Punk (2007)
- The Kingdom (2007)
- Kingdom Come (2001)
- Kingdom of Heaven (2005)
- Kinsey (2004)
- Kiss of the Dragon (2001)
- Kissing Jessica Stein (2002)
- Kit Kittredge: An American Girl (2008)
- The Kite Runner (2007)
- De kleine zeemeermin: Ariel, hoe het begon (2008)
- De kleine zeemeermin II: terug in de zee (2000)
- Knetter (2005)
- Knight Rider (2008)
- A Knight's Tale (2001)
- Knocked Up (2007)
- The Knot (2006)
- Knowing (2009)
- Komt een vrouw bij de dokter (2009)
- Kopps (2003)
- Koi Tujh Sa Kahan (2005)
- De Kronieken van Narnia: De leeuw, de heks en de kleerkast (2005)
- De Kronieken van Narnia: Prins Caspian (2008)
- De Kroon (2004)
- Krrish (2006)
- Kruistocht in spijkerbroek (2006)
- Kung Fu Hustle (2005)
- Kung Fu Panda (2008)
- Kung Pow: Enter the Fist (2002)

## L
- El laberinto del fauno (2006)
- Ladder 49 (2004)
- Ladies in Lavender (2005)
- Lady en de Vagebond II: Rakkers Avontuur (2001)
- Lady in the Water (2006)
- Laissez-passer (2002)
- The Lake House (2006)
- Land of Plenty (2005)
- Land of the Dead (2005)
- Land of the Lost (2009)
- Langer licht (2006)
- Lara Croft: Tomb Raider (2001)
- Lara Croft Tomb Raider: The Cradle of Life (2003)
- Lars de kleine ijsbeer (2001)
- Last Days (2005)
- The Last Drop (2006)
- Last Holiday (2006)
- The Last House on the Left (2009)
- The Last King of Scotland (2006)
- The Last Samurai (2003)
- The Last Station (2009)
- Låt den rätte komma in (2008)
- Law Abiding Citizen (2009)
- Layer Cake (2005)
- The League of Extraordinary Gentlemen (2003)
- Leatherheads (2008)
- Leaving Fear Behind (2008)
- Das Leben der Anderen (2006)
- Lebenspornografie (2003)
- Leef! (2005)
- Left Behind: The Movie (2000)
- Left Behind II: Tribulation Force (2002)
- Left Behind: World at War (2005)
- Legally Blonde (2001)
- Legally Blonde 2: Red, White & Blonde (2003)
- The Legend of Bagger Vance (2000)
- The Legend of Zorro (2005)
- The Legend of Zu (2001)
- Lek (2000)
- Lemony Snicket's A Series of Unfortunate Events (2004)
- Lepel (2005)
- Letters from Iwo Jima (2006)
- The Libertine (2005)
- Liberty Stands Still (2002)
- The Librarian: Return to King Solomon's Mines (2006)
- License to Wed (2007)
- Liefje (2001)
- Liever verliefd (2003)
- The Life Aquatic with Steve Zissou (2004)
- Life is a Miracle (2004)
- Life Is Ruff (2005)
- Lijmen/Het been (2000)
- Like Mike (2002)
- Lilja 4-ever (2002)
- Lilo & Stitch (2002)
- Lilo & Stitch 2: Stitch Has a Glitch (2005)
- The Lion King III (2004)
- Lions for Lambs (2007)
- Little Black Book (2004)
- Little Children (2006)
- Little Man (2006)
- Little Manhattan (2005)
- Little Miss Sunshine (2006)
- Little Nicky (2000)
- The Lizzie McGuire Movie (2003)
- The Lodger (2009)
- Loenatik: de moevie (2002)
- Loft (2008)
- LolliLove (2004)
- Un long dimanche de fiançailles (2004)
- Long Time Dead (2002)
- The Longest Yard (2005)
- Looking for Eric (2009)
- Loose Change (2006)
- Lord of War (2005)
- The Lord of the Rings: The Fellowship of the Ring (2001)
- The Lord of the Rings: The Two Towers (2002)
- The Lord of the Rings: The Return of the King (2003)
- Lords of Dogtown (2005)
- The Loss of a Teardrop Diamond (2008)
- The Lost City (2005)
- Lost and Delirious (2001)
- Lost in Translation (2003)
- Lost Holiday: The Jim & Suzanne Shemwell Story (2007)
- Lost Souls (2000)
- A Lot Like Love (2005)
- Love Actually (2003)
- Love & Basketball (2000)
- Love and Other Disasters (2006)
- The Love Guru (2008)
- A Love Song for Bobby Long (2004)
- Love Wrecked (2005)
- The Lovely Bones (2009)
- Loverboy (2003)
- Loverboy (2005)
- Lucky Number Slevin (2006)
- Lucky You (2007)
- Luftslottet som sprängdes (2009)
- Lulu (2004)
- Lying in Wait (2000)

## M
- The Machinist (2004)
- Machuca (2004)
- Madagascar (2005)
- Madagascar: Escape 2 Africa (2008)
- Made of Honor (2008)
- Madea's Family Reunion (2005)
- Madea Goes to Jail (2009)
- Mademoiselle (2001)
- Madison (2001)
- Magonia (2001)
- Mah Nakorn (2004)
- Maid in Manhattan (2002)
- The Majestic (2001)
- La mala educación (2004)
- Malibu's Most Wanted (2003)
- Malice in Sunderland (2009)
- Mama's Boy (2007)
- Mamma Mia! (2008)
- A Man Apart (2003)
- Man of the Year (2006)
- Man on Fire (2004)
- Man on Wire (2008)
- Män som hatar kvinnor (2009)
- The Man Who Wasn't There (2001)
- Man zkt vrouw (2007)
- The Manchurian Candidate (2004)
- Manderlay (2005)
- Manuale d'amore (2005)
- Manuale d'amore 2 - Capitoli successivi (2007)
- Mar adentro (2004)
- La Marche de l'empereur (2005)
- Margaret (2008)
- Marie Antoinette (2006)
- Mariken (2000)
- Marley & Me (2008)
- Mary and Max (2009)
- Masjävlar (2004)
- Master and Commander: The Far Side of the World (2003)
- The Master of Disguise (2002)
- Masterclass (2005)
- Match Point (2005)
- Matchstick Men (2003)
- Material Girls (2006)
- The Matrix Reloaded (2003)
- The Matrix Revolutions (2003)
- Max Payne (2008)
- Me, Myself & Irene (2000)
- Mean Creek (2004)
- Mean Girls (2004)
- Meet the Fockers (2004)
- Meet the Parents (2000)
- Meet the Robinsons (2007)
- Meet the Spartans (2008)
- Megiddo: The Omega Code 2 (2001)
- La meglio gioventù (2003)
- Memento (2000)
- Memoirs of a Geisha (2005)
- Men in Black II (2002)
- Men of Honor (2000)
- The Men Who Stare at Goats (2009)
- Mercenary for Justice (2006)
- The Messengers (2007)
- Met grote blijdschap (2001)
- The Mexican (2001)
- Miami Vice (2006)
- Michael Clayton (2007)
- Michel Vaillant (2003)
- Middle of Nowhere (2008)
- Mies vailla menneisyyttä (2002)
- A Mighty Heart (2007)
- Milarepa (2006)
- Milk (2008)
- Million Dollar Baby (2004)
- The Million Dollar Hotel (2000)
- Millions (2004)
- Mindhunters (2004)
- Mini's First Time (2006)
- Minoes (2001)
- Minority Report (2002)
- Minotaur (2006)
- Mio fratello è figlio unico (2007)
- Miracle in Lane 2 (2000)
- Mirror Wars: Reflection One (2005)
- Mirrors (2008)
- Miss Congeniality (2000)
- Miss Congeniality 2: Armed & Fabulous (2005)
- Mission to Mars (2000)
- Mission: Impossible II (2000)
- Mission: Impossible III (2006)
- Misstoestanden (2000)
- The Mists of Avalon (2001)
- Molly: An American Girl on the Home Front (2006)
- Mom at Sixteen (2005)
- Mom's Got a Date with a Vampire (2000)
- Mona Lisa Smile (2003)
- Mongol (2007)
- Monkeybone (2001)
- Monster (2003)
- Monster House (2006)
- Monster-in-Law (2005)
- Monster's Ball (2001)
- Monsters en co. (2001)
- Monsters vs. Aliens (2009)
- Monte Carlo (2001)
- Moon (2009)
- Moordwijven (2007)
- The Mothman Prophecies (2002)
- Moulin Rouge! (2001)
- Mountain Patrol (2004)
- Moving McAllister (2007)
- Mozart and the Whale (2006)
- Mr. & Mrs. Smith (2005)
- Mr. Bean's Holiday (2007)
- Mr. Brooks (2007)
- Mr. Deeds (2002)
- Mr. Nobody (2009)
- Mrs. Henderson Presents (2005)
- Muis van huis (2006)
- Mulholland Drive (2001)
- The Mummy Returns (2001)
- The Mummy: Tomb of the Dragon Emperor (2008)
- Munich (2005)
- Murder by Numbers (2002)
- Music and Lyrics (2007)
- The Musketeer (2001)
- My Big Fat Greek Wedding (2002)
- My Bloody Valentine (2009)
- My Blueberry Nights (2007)
- My Boss's Daughter (2003)
- My Dog Skip (2000)
- My Little Eye (2002)
- My Sister's Keeper (2009)
- My Super Ex-Girlfriend (2006)
- Het mysterie van de sardine (2005)
- Mysterious Skin (2004)
- The Mystery of Natalie Wood (2004)
- Mystic River (2003)

## N
- Nacho Libre (2006)
- De nacht van Aalbers (2001)
- Nachtrit (2006)
- Nadine (2007)
- Nancy Drew (2007)
- The Nanny Diaries (2007)
- Nanny McPhee (2005)
- Napoleon Dynamite (2004)
- The Narrows (2008)
- National Lampoon's Christmas Vacation 2: Cousin Eddie's Island Adventure (2003)
- National Security (2003)
- National Treasure (2004)
- National Treasure: Book of Secrets (2008)
- Het negende uur (2000)
- New Blood (2005)
- The New Guy (2002)
- The New World (2005)
- The Newcomers (2000)
- New York Minute (2004)
- Next (2007)
- The Next Best Thing (2000)
- Next Friday (2000)
- Ni pour, ni contre (bien au contraire) (2002)
- Nicholas Nickleby (2002)
- Nick and Norah's Infinite Playlist (2008)
- Night at the Museum (2006)
- Night at the Museum: Battle of the Smithsonian (2009)
- The Night Listener (2006)
- Nights in Rodanthe (2008)
- Nim's Island (2008)
- Nine (2009)
- Ninja Assassin (2009)
- No Country for Old Men (2007)
- No Man's Land (2001)
- No Reservations (2007)
- Non ti muovere (2004)
- Norbit (2007)
- Normal Adolescent Behaviour (2007)
- North Country (2005)
- Not Another Teen Movie (2001)
- The Notebook (2004)
- Notes on a Scandal (2006)
- Nothing Personal (2009)
- Notorious (2009)
- Notte prima degli esami (2006)
- Nous nous sommes tant haïs (2007)
- Novemberlicht (2003)
- Now You See It... (2005)
- Nowhere Boy (2009)
- The Number 23 (2007)
- Nuovomondo (2006)
- Nuremberg (2000)
- Nurse Betty (2000)
- Nutty Professor II: The Klumps (2000)
- Nynke (2001)

## O
- O Brother, Where Art Thou? (2000)
- Ober (2006)
- Obsessed (2009)
- Ocean's Eleven (2001)
- Ocean's Twelve (2004)
- Ocean's Thirteen (2007)
- Ochtendzwemmers (2001)
- Octane (2003)
- Odd Girl Out (2005)
- Oesters van Nam Kee (2002)
- Off Screen (2005)
- Offers (2005)
- Offside (2006)
- The OH in Ohio (2006)
- Old Dogs (2009)
- Old School (2003)
- Oldboy (2003)
- Oliver Twist (2005)
- Olivetti 82 (2001)
- Olivier etc. (2007)
- The Omen 666 (2006)
- De omweg (2000)
- On Life & Enlightenment (2006)
- Once Upon a Time in Mexico (2003)
- The One (2001)
- One Hour Photo (2002)
- One Perfect Day (2004)
- Ong-Bak (2003)
- Oorlogswinter (2008)
- Open Range (2003)
- Open Season (2006)
- Open Water (2003)
- Open Water 2: Adrift (2006)
- Orange County (2002)
- The Order (2001)
- The Original Kings of Comedy (2000)
- Original Sin (2001)
- Orphan (2009)
- Osama (2003)
- The Other Boleyn Girl (2008)
- The Other Final (2002)
- The Others (2001)
- Our Lips Are Sealed (2000)
- Our Very Own (2005)
- Out for a Kill (2003)
- Out of Reach (2004)
- Out of Time (2003)
- Over the Hedge (2006)

## P
- Het paard van Sinterklaas (2005)
- The Pacifier (2005)
- Paid (2006)
- Pane e tulipani (2000)
- Panic Room (2002)
- Paniek op de Prairie (2004)
- Paparazzi (2004)
- Paradise Now (2005)
- Paramaribo Papers (2002)
- Paranormal Activity (2007)
- Partners in Crime (2000)
- De Passievrucht (2003)
- The Passion of the Christ (2004)
- Pathology (2008)
- The Patriot (2000)
- Paul Blart: Mall Cop (2009)
- Pauline & Paulette (2001)
- Pay It Forward (2000)
- Paycheck (2003)
- Pearl Harbor (2001)
- De Pelikaanman (2004)
- The Perfect Man (2005)
- The Perfect Score (2004)
- The Perfect Storm (2000)
- Perfume: The Story of a Murderer (2006)
- Persepolis (2007)
- Peter Pan (2003)
- La Petite Jérusalem (2005)
- The Phantom of the Opera (2004)
- Phileine zegt sorry (2003)
- Phone Booth (2002)
- The Pianist (2002)
- La Pianiste (2001)
- Picture This! (2008)
- Piet Piraat en de betoverde kroon (2005)
- Piet Piraat en het vliegende schip (2006)
- Pietje Bell (2002)
- Pietje Bell 2: De Jacht op de Tsarenkroon (2003)
- Pineapple Express (2008)
- The Pink Panter (2006)
- The Pink Panther Deux (2009)
- Pipo en de p-p-parelridder (2003)
- Piratenplaneet (2002)
- Pirates of the Caribbean: The Curse of the Black Pearl (2003)
- Pirates of the Caribbean: Dead Man's Chest (2006)
- Pirates of the Caribbean: At World's End (2007)
- Pitch Black (2000)
- Pixel Perfect (2004)
- Planet 51 (2009)
- Planet of the Apes (2001)
- Pledge This! (2006)
- Plop en de Toverstaf (2003)
- Plop en het Vioolavontuur (2005)
- Plop en Kwispel (2004)
- Plop in de stad (2006)
- Plop in de Wolken (2000)
- Pluk van de Petteflet (2004)
- Pokémon 2: Op eigen kracht (2000)
- Pokémon 3: In de greep van Unown (2000)
- Pokémon 4Ever (2001)
- Pokémon 5: Helden (2002)
- Pokémon 6: Jirachi, Droomtovenaar (2003)
- Pokémon 7: Doel Deoxys (2004)
- Pokémon 8: Lucario en het Mysterie van Mew (2005)
- The Polar Express (2004)
- Politiki kouzina (2003)
- Polleke (2003)
- Pollock (2000)
- Ponyo (2008)
- Poor Things (2008)
- Pootie Tang (2001)
- Poseidon (2006)
- Prayers for Bobby (2009)
- Precious (2009)
- Premonition (2007)
- The Prestige (2006)
- Prey (2007)
- Pride and Prejudice (2005)
- Prime (2005)
- Prince of Persia: The Sands of Time (2008)
- Prince of the Himalayas (2006)
- The Princess Diaries (2001)
- The Princess Diaries 2: Royal Engagement (2004)
- Princess of Thieves (2001)
- De prinses en de kikker (2009)
- Prom Night (2008)
- Proof (2005)
- Proof of Life (2000)
- Un prophète (2009)
- The Proposal (2009)
- The Proud Family Movie (2005)
- Public Enemies (2009)
- Pulse (2006)
- The Punisher (2004)
- The Pursuit of Happyness (2006)
- Push (2009)

## Q
- Quantum of Solace (2008)
- The Queen (2006)
- Queen of the Damned (2002)
- Queen Sized (2008)
- The Quiet American (2002)
- Quills (2000)

## R
- Rabbit-Proof Fence (2002)
- Race to Witch Mountain (2009)
- Race You to the Bottom (2005)
- Radeloos (2008)
- Radio (2003)
- Raise Your Voice (2004)
- Raising Helen (2004)
- Rambo (2008)
- Rat Race (2001)
- Ratatouille (2007)
- Ratjetoe in Parijs (2000)
- Ray (2004)
- Read It and Weep (2006)
- The Reader (2008)
- Ready to Rumble (2000)
- The Reaping (2007)
- REC (2007)
- REC² (2009)
- Recess: School's Out (2001)
- The Recruit (2003)
- Red Dragon (2002)
- Red Eye (2005)
- Redemption (2004)
- Refuge (2006)
- Het regent gehakballen (2009)
- Reign of Fire (2002)
- Reindeer Games (2000)
- Een reis ondergronds (2005)
- Remember the Titans (2000)
- Rendition (2007)
- Rennie's Landing (2001)
- Reno 911!: Miami (2007)
- Rent (2005)
- Rent a Friend (2000)
- The Replacements (2000)
- Requiem for a Dream (2000)
- Resident Evil (2002)
- Resident Evil: Apocalypse (2004)
- Resident Evil: Extinction (2007)
- Return to Halloweentown (2006)
- Return to Me (2000)
- Return to Never Land (2002)
- Return to the Batcave: The Misadventures of Adam and Burt (2003)
- Revolutionary Road (2008)
- Revolver (2005)
- Ricordati di me (2003)
- Riding in Cars with Boys (2001)
- Right on Track (2003)
- Righteous Kill (2008)
- The Ring (2002)
- The Ring Two (2005)
- A Ring of Endless Light (2002)
- Ringu 0: Birthday (2000)
- Ripley's Believe It or Not (2009)
- Rise: Blood Hunter (2007)
- The Rise of Theodore Roosevelt (2007)
- Rize (2005)
- The Road (2009)
- The Road to El Dorado (2000)
- Road to Perdition (2002)
- Road Trip (2000)
- Robots (2005)
- Rock Star (2001)
- Rocky Balboa (2006)
- Rokubanme no Sayoko (2000)
- Role Models (2008)
- Romeo Must Die (2000)
- The Rookie (2002)
- The Room (2000)
- Rosenstraße (2003)
- The Royal Tenenbaums (2001)
- Rugrats in Paris: The Movie (2000)
- Rugrats Go Wild! (2003)
- Ruis (2006)
- Rules of Engagement (2000)
- Rumor Has It (2005)
- Runaway Jury (2003)
- The Rundown (2003)
- Running with Scissors (2006)
- Rush Hour 2 (2001)
- Rush Hour 3 (2007)
- RV (2006)

## S
- S.W.A.T. (2003)
- S1m0ne (2002)
- Så som i himmelen (2004)
- Sahara (2005)
- Saint Amour (2001)
- Salem's Lot (2004)
- Sam and George (2008)
- Samantha: An American Girl Holiday (2004)
- Samsara (2001)
- The Santa Clause 2 (2002)
- The Santa Clause 3 (2006)
- Saturno contro (2007)
- Save the Last Dance (2001)
- Save the Last Dance 2 (2006)
- Saved! (2004)
- Saw (2004)
- Saw II (2005)
- Saw III (2006)
- Saw IV (2007)
- Saw V (2008)
- Saw VI (2009)
- A Scanner Darkly (2006)
- Le Scaphandre et le Papillon (2007)
- Scary Movie (2000)
- Scary Movie 2 (2001)
- Scary Movie 3 (2003)
- Scary Movie 4 (2006)
- Scary Movie 5 (2008)
- De scheepsjongens van Bontekoe (2007)
- De schippers van de Kameleon (2003)
- Het schnitzelparadijs (2005)
- School for Scoundrels (2006)
- School of Rock (2003)
- Science Fiction (2002)
- La sconosciuta (2006)
- Scooby-Doo (2002)
- Scooby-Doo 2: Monsters Unleashed (2004)
- Scooby-Doo and the Alien Invaders (2000)
- Scooby-Doo and the Cyber Chase (2001)
- Scooby-Doo and the Legend of the Vampire (2003)
- Scooby-Doo and the Loch Ness Monster (2004)
- Scooby-Doo and the Monster of Mexico (2003)
- Scooby-Doo! in Where's My Mummy? (2005)
- Scooby-Doo! Pirates Ahoy! (2006)
- Scoop (2006)
- Scorcher (2002)
- The Score (2001)
- The Scorpion King (2002)
- Scrap Heaven (2005)
- Scream 3 (2000)
- Scummy Man (2006)
- Seabiscuit (2003)
- Searching for David's Heart (2004)
- Secondhand Lions (2003)
- The Secret Life of Bees (2008)
- The Secret Service (2004)
- Secret Window (2004)
- Secretary (2002)
- El secreto de sus ojos (2009)
- See No Evil (2006)
- See Spot Run (2001)
- Seeing Double (2002)
- Semi-Pro (2008)
- The Sentinel (2006)
- Serendipity (2001)
- Serenity (2005)
- A Serious Man (2009)
- Seven Pounds (2008)
- Seven Swords (2005)
- Sex and the City (2008)
- SEXtet (2007)
- Sexy Beast (2000)
- Shadow Man (2006)
- Shadow of the Vampire (2000)
- Shaft (2000)
- Shallow Hal (2001)
- Shanghai Kiss (2007)
- Shanghai Knights (2003)
- Shanghai Noon (2000)
- Shaolin Soccer (2001)
- Shark Tale (2004)
- She Creature (2001)
- She's the Man (2006)
- Sherlock Holmes (2009)
- Shooter (2007)
- Shooting Dogs (2005)
- Shortbus (2006)
- A Shot at Glory (2000)
- Shouf Shouf Habibi! (2004)
- Showtime (2002)
- Shrek (2001)
- Shrek 2 (2004)
- Shrek the Third (2007)
- Shriek If You Know What I Did Last Friday the Thirteenth (2000)
- Sicko (2007)
- Sideways (2004)
- Signs (2002)
- Silent Hill (2006)
- The Silent Holy Stones (2005)
- Silent Shout: An Audio Visual Experience (2006)
- Silk (2007)
- Simon (2004)
- The Simpsons Movie (2007)
- Sin City (2005)
- The Sin Eater (2003)
- Sinbad: Legend of the Seven Seas (2003)
- The Singing Detective (2003)
- A Single Man (2009)
- Sinterklaas & Pakjesboot 13 (2006)
- Sinterklaas en het Geheim van de Robijn (2004)
- Sinterklaas en het Gevaar in de Vallei (2003)
- Sinterklaas en het Uur van de Waarheid (2006)
- The Sisterhood of the Traveling Pants (2005)
- The Sisterhood of the Traveling Pants 2 (2008)
- Siworae (2000)
- The Skeleton Key (2005)
- Skipped Parts (2000)
- The Skulls (2000)
- Sky Captain and the World of Tomorrow (2004)
- Sky High (2005)
- Sl8n8 (2006)
- The Slaughter Rule (2002)
- Sleepover (2004)
- Sleepwalking (2008)
- Slither (2006)
- Sloophamer (2003)
- Slumdog Millionaire (2008)
- Small Time Crooks (2000)
- Smokin' Aces (2007)
- Snakes on a Plane (2006)
- Snatch (2000)
- Snow Cake (2006)
- Snow Day (2000)
- Snow Dogs (2002)
- Snowfever (2004)
- Snuf de hond in oorlogstijd (2008)
- Solaris (2002)
- The Soloist (2009)
- Solstice (2008)
- Someone Like You (2001)
- Something's Gotta Give (2003)
- Something's Wrong in Kansas (2008)
- Son of the Mask (2005)
- The Song of Tibet (2000)
- Sophie Scholl - die letzten Tage (2005)
- Sorority Boys (2002)
- Southland Tales (2007)
- Space Cowboys (2000)
- Speak (2004)
- Speechless (2008)
- Speed Racer (2008)
- Spellbound (2002)
- Spider-Man (2002)
- Spider-Man 2 (2004)
- Spider-Man 3 (2007)
- The Spiderwick Chronicles (2008)
- Spion van Oranje (2009)
- The Spirit (2008)
- Spirit: Stallion of the Cimarron (2002)
- Spirited Away (2001)
- The SpongeBob SquarePants Movie (2004)
- Sportman fan 'e ieu (2006)
- Spring Breakdown (2008)
- Spun (2002)
- Spy Game (2001)
- Spy Kids (2001)
- Spy Kids 2: The Island of Lost Dreams (2002)
- Spy Kids 3-D: Game Over (2003)
- Spy School (2008)
- The Squid and the Whale (2005)
- St. Trinian's (2007)
- Staatsgevaarlijk (2005)
- La stanza del figlio (2001)
- Start Trek (2009)
- Star Trek: Nemesis (2002)
- Star Wars: Episode II: Attack of the Clones (2002)
- Star Wars: Episode III: Revenge of the Sith (2005)
- The Clone Wars (2008)
- Star Wreck: In the Pirkinning (2005)
- Stardust (2007)
- Stargate: Continuum (2008)
- Stargate: The Ark of Truth (2008)
- Starsky & Hutch (2004)
- State of Play (2009)
- Stay Alive (2006)
- Stealth (2005)
- La stella che non c'è (2006)
- Step Brothers (2008)
- Step Up (2006)
- Step Up 2: The Streets (2008)
- The Stepfather (2009)
- The Stepford Wives (2004)
- Steve + Sky (2004)
- Stickmen (2001)
- Still Life (2006)
- Stille Nacht (2004)
- De stilte van het naderen (2000)
- The Stone Angel (2007)
- De Storm (2009)
- Storm in mijn hoofd (2001)
- Stormbreaker (2006)
- The Strangers (2008)
- Stuart Little 2 (2002)
- Stuck in the Suburbs (2004)
- Stuck on You (2003)
- Submerged (2005)
- Submission (2004)
- Sugar and Spice (2001)
- The Sum of All Fears (2002)
- Sunshine (2007)
- Super Size Me (2004)
- Super Sweet 16: The Movie (2007)
- Superbad (2007)
- Superman Returns (2006)
- Superman: Brainiac Attacks (2006)
- Superman: Doomsday (2007)
- Superman: Man of Steel (2009)
- Surf's Up (2007)
- Surrogates (2009)
- Surviving Christmas (2004)
- Suske en Wiske: De duistere diamant (2004)
- Suzie Gold (2004)
- Sweeney Todd: The Demon Barber of Fleet Street (2007)
- Sweet Home Alabama (2002)
- Sweet November (2001)
- The Sweetest Thing (2002)
- Swimfan (2002)
- Swimming Pool (2003)
- Swimming Upstream (2003)
- Swingers (2002)
- Swordfish (2001)
- Sydney White (2007)
- Synecdoche, New York (2008)
- Syriana (2005)

## T
- The Tailor of Panama (2001)
- Taken (2008)
- The Taking of Pelham 123 (2009)
- The Tale of Despereaux (2008)
- Talladega Nights: The Ballad of Ricky Bobby (2006)
- Tart (2001)
- Tarzan II (2005)
- Tarzan & Jane (2002)
- Taxi (2004)
- Taxi 2 (2000)
- Taxi 3 (2003)
- Taxi 4 (2007)
- TBS (2008)
- Team America: World Police (2004)
- Team Spirit (2000)
- Team Spirit 2 (2003)
- Tears of the Sun (2003)
- Teigetjes Film (2000)
- Tekken (2009)
- Tempesta (2004)
- The Ten (2007)
- Ten Inch Hero (2007)
- Tenacious D in the Pick of Destiny (2006)
- The Terminal (2004)
- Terminator 3: Rise of the Machines (2003)
- Terminator Salvation (2009)
- Terrorama! (2001)
- De Terrorist Hans-Joachim Klein (2005)
- Terug naar Nooitgedachtland (2002)
- La teta asustada (2009)
- The Texas Chainsaw Massacre (2003)
- There Will Be Blood (2007)
- Thir13en Ghosts (2001)
- Thirteen (2003)
- Thirteen Days (2000)
- This Is It (2009)
- The Three Burials of Melquiades Estrada (2005)
- Three Days (2001)
- Thunderbirds (2004)
- Tibet: Cry of the Snow Lion (2002)
- Tibet's Stolen Child (2001)
- Tibet's Hidden Kingdom (2001)
- Ticker (2001)
- Tiger Cruise (2004)
- Tigerland (2000)
- The Tigger Movie (2000)
- La tigre e la neve (2005)
- Tillsammans (2000)
- Timboektoe (2007)
- The Time Machine (2002)
- The Time Traveler's Wife (2009)
- Timeline (2003)
- Tinker Bell (2008)
- Titan A.E. (2000)
- TMNT (2007)
- Today You Die (2005)
- Tom-Yum-Goong (2005)
- Total Loss (2000)
- La tourneuse de pages (2006)
- The Tracey Fragments (2007)
- Traffic (2000)
- Training Day (2001)
- Transamerica (2005)
- Transformers (2007)
- Transformers: Revenge of the Fallen (2009)
- The Transporter (2002)
- Transporter 2 (2005)
- Transporter 3 (2008)
- Trapped (2002)
- Travellers and Magicians (2003)
- Treasure Planet (2002)
- Treasure Seekers: Tibet's Hidden Kingdom (2001)
- Tremors 3: Back to Perfection (2001)
- Tremors 4: The Legend Begins (2004)
- Tribulation (2000)
- Les triplettes de Belleville (2003)
- Tristan and Isolde (2006)
- Tropic Thunder (2008)
- Troy (2004)
- Tsotsi (2005)
- Tupac: Resurrection (2003)
- Turbulence 3: Heavy Metal (2001)
- Turistas (2006)
- Turkse chick (2006)
- Turtles Can Fly (2004)
- Tussenland (2002)
- Tussenstand (2007)
- The Tuxedo (2002)
- De Tweeling (2002)
- Twenty Four Hour Party People (2002)
- Twilight (2008)
- The Twilight Saga: New Moon (2009)
- Twitches (2005)
- Two Can Play That Game (2001)
- Two for the Money (2005)
- Two Weeks Notice (2002)
- Typhoon (2005)

## U
- U-571 (2000)
- The Ugly Truth (2009)
- Uitgesloten (2001)
- De uitverkorene (2006)
- Ultimate Avengers (2006)
- Ultimate Avengers 2 (2006)
- The Ultimate Gift (2006)
- L'ultimo bacio (2001)
- Unaccompanied Minors (2006)
- The Unborn (2009)
- Unbreakable (2000)
- Under and Alone (2008)
- Under Suspicion (2000)
- Under the Tuscan Sun (2003)
- Undercover Brother (2002)
- Undertow (2004)
- Underworld (2003)
- Underworld: Evolution (2006)
- Underworld: Rise of the Lycans (2009)
- Undiscovered (2005)
- Unfaithful (2002)
- The Uninvited (2009)
- United 93 (2006)
- The United States of Leland (2003)
- Unknown (2006)
- Der Untergang (2004)
- Unthinkable (2009)
- The Untouchables: Capone Rising (2008)
- Untraceable (2008)
- The Unwinking Gaze (2008)
- Up (2009)
- Up in the Air (2009)
- Uprising (2001)
- The Upside of Anger (2005)
- Uptown Girls (2003)
- Urban Legends: Final Cut (2000)
- Urban Legends: Bloody Mary (2005)

## V
- V for Vendetta (2005)
- Vajra Sky Over Tibet (2006)
- Valentine (2001)
- Valiant (2005)
- Valkyrie (2008)
- Valley of Flowers (2006)
- Vals Im Bashir (2008)
- Vampires: Los Muertos (2002)
- Van God Los (2003)
- Van Helsing (2004)
- Van Wilder (2002)
- Vanilla Sky (2001)
- Vanity Fair (2004)
- Venus (2006)
- Vera Drake (2004)
- Het verboden elftal (2003)
- Verborgen gebreken (2004)
- Verder dan de maan (2003)
- Verlengd weekend (2005)
- Vermist (2007)
- Veronica Guerin (2003)
- Versus (2000)
- Vertical Limit (2000)
- Vet Hard (2005)
- Vicky Cristina Barcelona (2008)
- Vidange perdue (2006)
- Vidocq (2001)
- La vie comme elle vient (2002)
- La Vie en Rose (2007)
- Vier Minuten (2006)
- View from the Top (2003)
- Villa des Roses (2002)
- The Village (2004)
- Virgin Territory (2007)
- The Visitor (2007)
- Vivaldi (2008)
- De vloek van het weerkonijn (2005)
- Volle maan (2002)
- Volver (2006)
- Voor een paar knikkers meer (2006)
- Vozvrasjtsjenie (2003)
- De vriendschap (2001)

## W
- Waar is het paard van Sinterklaas? (2007)
- Walk the Line (2005)
- A Walk to Remember (2002)
- WALL-E (2008)
- Wallace & Gromit: The Curse of the Were-Rabbit (2005)
- Wanted (2008)
- War (2007)
- War of the Worlds (2005)
- War, Inc. (2008)
- Warcraft (2008)
- Warrior Angels (2002)
- The Watcher (2000)
- Watchmen (2009)
- We Own the Night (2007)
- We Were Soldiers (2002)
- The Weather Man (2005)
- Wedding Crashers (2005)
- The Wedding Date (2005)
- Wedding Daze (2006)
- The Wedding Planner (2001)
- Das weiße Band (2009)
- Die Welle (2008)
- The Wendell Baker Story (2005)
- Wendy Wu: Homecoming Warrior (2006)
- Whale Rider (2002)
- What a Girl Wants (2003)
- What Goes Up (2009)
- What Happens in Vegas... (2008)
- What Lies Beneath (2000)
- What Women Want (2000)
- What's the Worst That Could Happen? (2001)
- Wheel of Time (2003)
- Where the Heart Is (2000)
- Where the Wild Things Are (2009)
- Whip It! (2009)
- Whisper (2007)
- White Chicks (2004)
- The Whole Nine Yards (2000)
- The Whole Ten Yards (2004)
- Wickie de Viking (2009)
- Wild Hogs (2007)
- Wild Romance (2006)
- The Wild (2006)
- The Wild Thornberrys Movie (2002)
- Wilde Mossels (2000)
- Wilder (2000)
- Wimbledon (2004)
- The Wind That Shakes the Barley (2006)
- Windkracht 10: Koksijde Rescue (2006)
- Windtalkers (2002)
- Winged Creatures (2008)
- Winning London (2001)
- Wisegal (2008)
- Without a Paddle (2004)
- Het woeden der gehele wereld (2006)
- Woensdag (2005)
- Wolfsbergen (2007)
- Wolverine (2009)
- A Woman of No Importance (2008)
- Woman's Island (2006)
- The Women (2008)
- Wonder Boys (2000)
- Het wonder van Máxima (2002)
- World Trade Center (2006)
- The Wrestler (2008)
- Wrong Turn (2003)
- Wrong Turn 2: Dead End (2007)
- Wrong Turn 3: Left for Dead (2009)

## X
- X2 (2003)
- X-Men (2000)
- X-Men: The Last Stand (2006)
- X-Men Origins: Wolverine (2009)
- xXx (2002)
- xXx: State of the Union (2005)
- XXY (2007)

## Y
- Y Mabinogi (2003)
- Y tu mamá también (2001)
- Yasmin (2005)
- A Year in Tibet (2008)
- Year One (2009)
- Yes Man (2008)
- Yo, también (2009)
- You Don't Mess with the Zohan (2008)
- You Got Served (2004)
- You, Me and Dupree (2006)
- You Wish! (2003)
- The Young Victoria (2009)
- Yours, Mine and Ours (2005)
- Youth Without Youth (2007)

## Z
- De zaak Alzheimer (2003)
- Zack and Miri Make a Porno (2008)
- Zadelpijn (2007)
- Zandkastelen (2002)
- Zeitgeist (2007)
- Zenon: Z3 (2004)
- Zhou Yu's Train (2004)
- Zien (2004)
- Zinloos (2004)
- Zombieland (2009)
- Zoolander (2001)
- Zoom (2006)
- Zoop in Afrika (2005)
- Zoop in India (2006)
- Zoop in Zuid-Amerika (2007)
- Zozo (2005)
- Het Zuiden (2004)
- Zus & Zo (2001)
- Zwartboek (2006)
- De zwarte meteoor (2000)
- Zwarte zwanen (2005)
- Het zwijgen (2006)